# 井原恒治
井原 恒治（いはら つねはる、1919年（大正8年）1月2日 - 2007年（平成19年）8月27日）は、昭和から平成時代の政治家。千葉県市原市長。

## 経歴
千葉県出身。1937年（昭和12年）千葉中学校卒業。
1959年（昭和34年）市原町議会議員、1963年（昭和38年）市原市議会議員3期を経て、1975年（昭和50年）から市長に4選した。

## 栄典
勲章等
- 1992年（平成4年） - 勲三等瑞宝章[1]